# Deutscher Evangelischer Kirchentag 2019

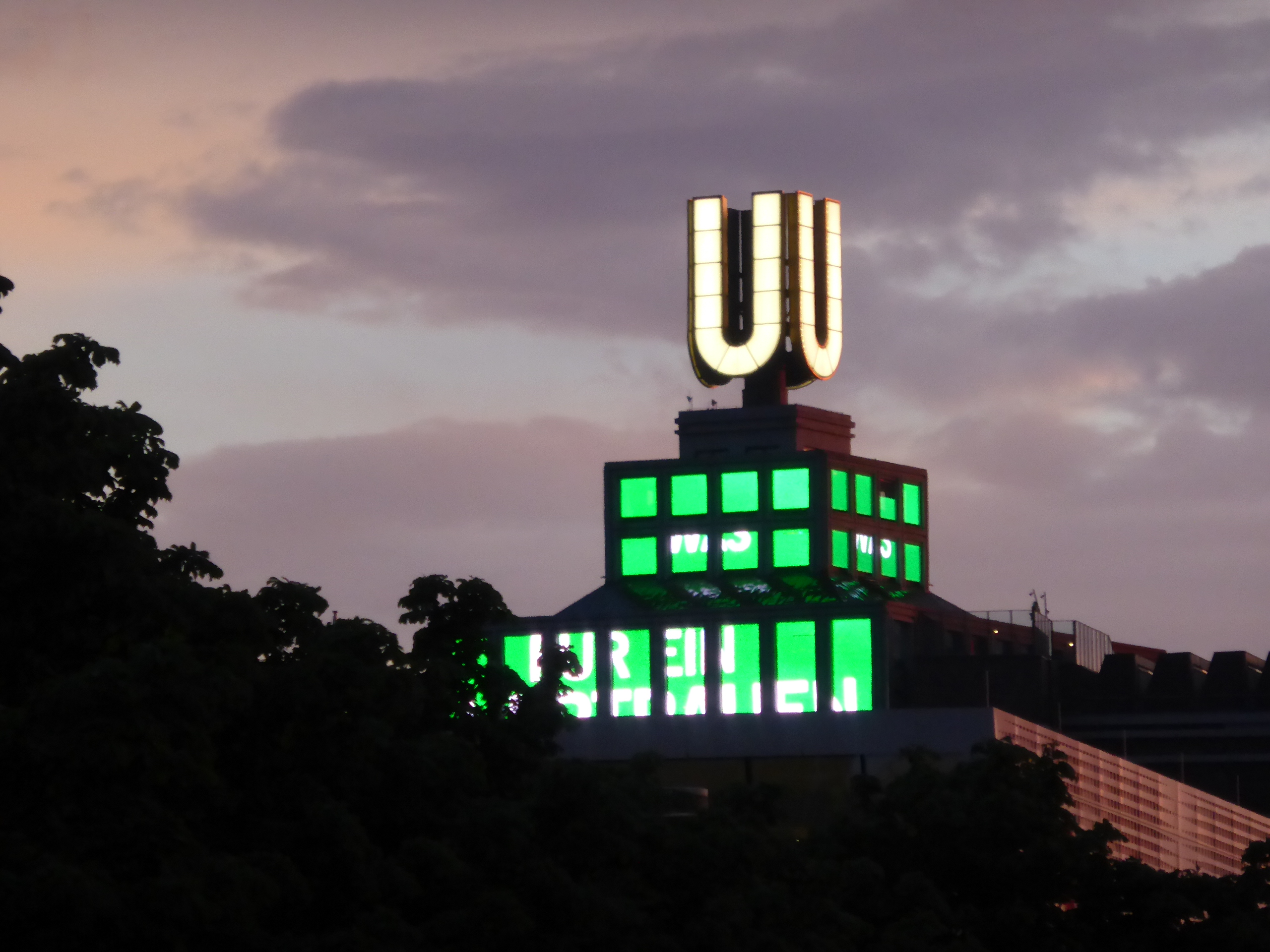
Dortmunder U mit Kirchentags-Losung: Was für ein Vertrauen (Abend der Begegnung)

Der 37. Deutsche Evangelische Kirchentag fand vom 19. bis 23. Juni 2019 in Dortmund statt.
Nach 1963 war Dortmund damit zum zweiten Mal alleiniger Durchführungsort eines Kirchentages. Der Kirchentag 1991 fand in Dortmund und anderen Städten des Ruhrgebiets statt. Der Kirchentag 2019 stand unter dem Motto Was für ein Vertrauen, einer biblischen Wendung (2 Kön 18,19 ).
Gastgeber war die Evangelische Kirche von Westfalen.
Als Kirchentagspräsident war zunächst Frank-Walter Steinmeier vorgesehen, der seit seiner Wahl zum Bundespräsidenten für das Ehrenamt jedoch nicht mehr zur Verfügung stand. An seine Stelle trat der Journalist Hans Leyendecker.

## Organisation

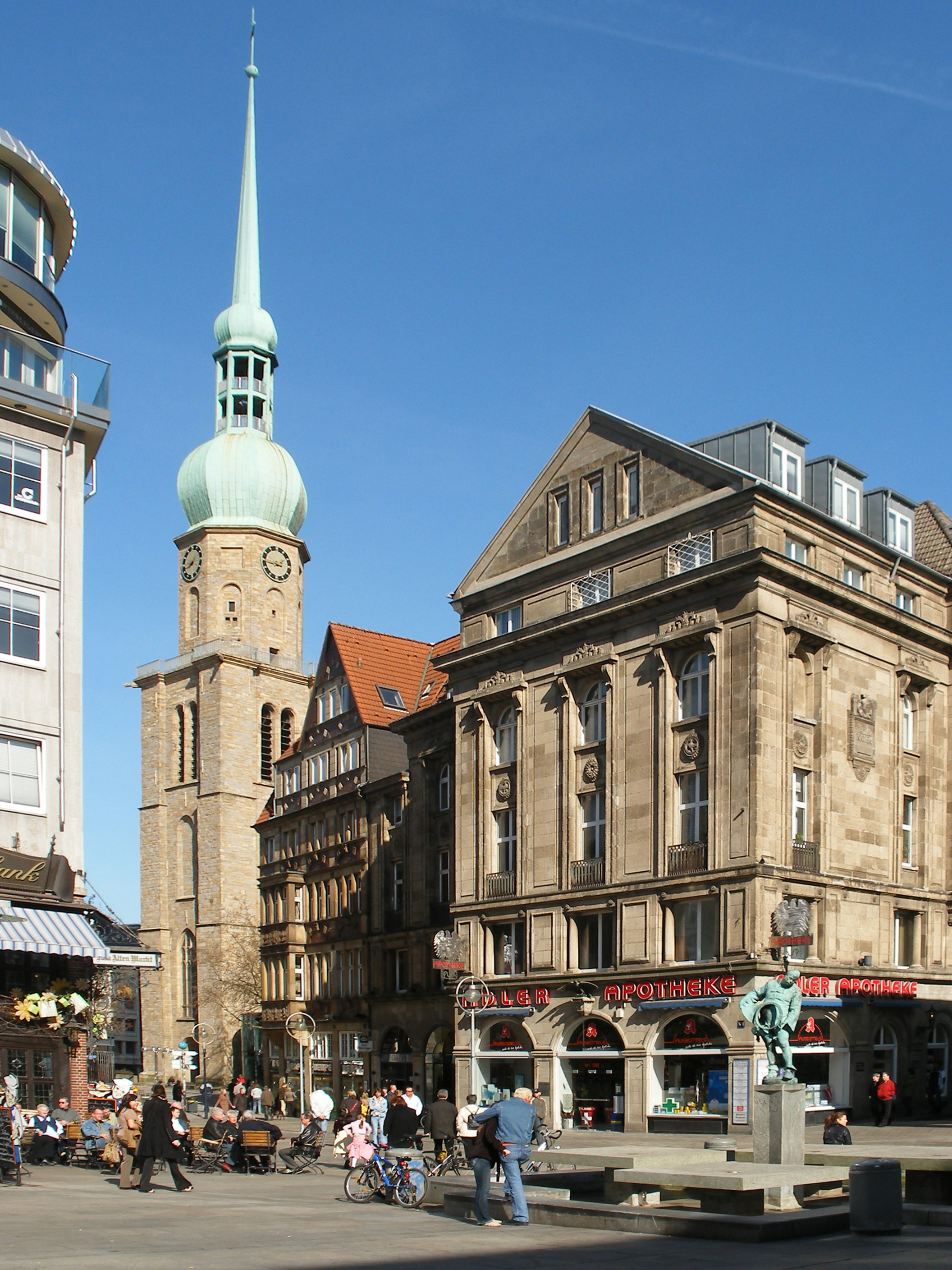
Die Reinoldikirche bildete ein Zentrum des Kirchentages

### Geschichte
Nach 1963 mit einer Hauptversammlung von über 350.000 Teilnehmern und 1991 im Ruhrgebiet war dieser Deutsche Evangelische Kirchentag der dritte Kirchentag in der westfälischen Metropole.

### Beteiligte Personen und Institutionen
Gastgeber der Veranstaltung waren die Evangelische Kirche von Westfalen und der Evangelische Kirchenkreis in Dortmund und Lünen. Weitere Mitglieder des Präsidiums waren Andreas Barner, Christina Aus der Au und Bettina Limperg. Das Präsidium trägt die Gesamtverantwortung für den jeweiligen Evangelischen Kirchentag. Es bestimmt Zeit, Ort und Programm der jeweiligen Kirchentage und beruft die Vorbereitungsgruppen für die einzelnen Programmteile, die sogenannten Projektleitungen. Die organisatorische Verantwortung hatte der „37. Deutsche Evangelische Kirchentag Dortmund 2019 e. V.“ mit Sitz in Dortmund.

### Ablauf und Inhalt

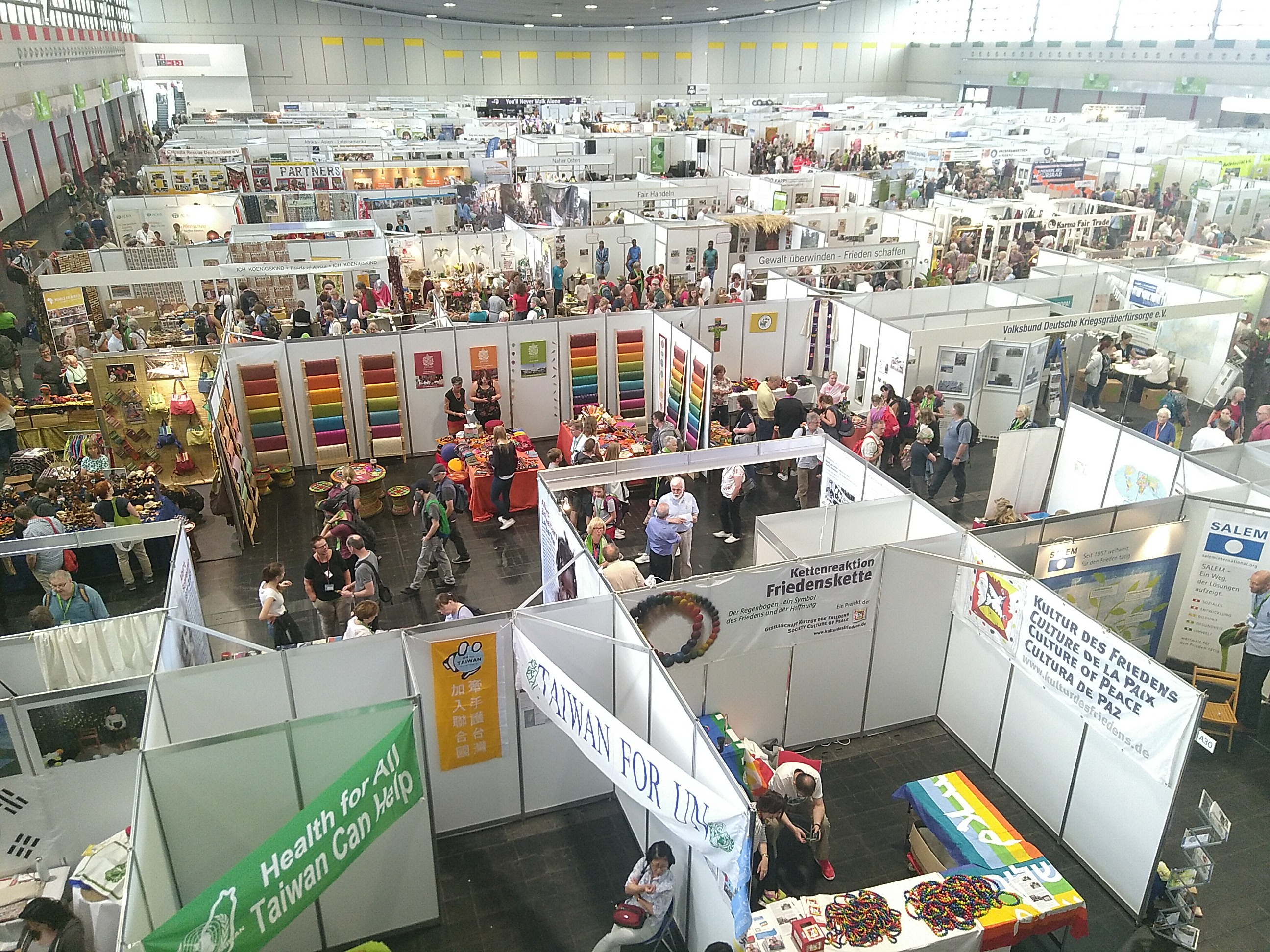
Markt der Möglichkeiten in den Dortmunder Westfalenhallen; hier Halle 4

Das Organisationskonzept des 37. Deutschen Evangelischen Kirchentages sah für den Kirchentag in Dortmund ein Konzept der kurzen Wege vor. Die zentralen Orte waren dabei das Stadtzentrum, die Nordstadt, das Messegelände der Westfalenhallen und die DASA. Dabei gruppierten sich die über 2000 Veranstaltungen in kurzer Distanz rund um den historischen Wallring in der Innenstadt und waren mit öffentlichen Verkehrsmitteln in wenigen Minuten zu erreichen. Die Hauptbühnen befanden sich auf dem Friedensplatz, dem Hansaplatz, am Ostentor, auf dem Alten Markt und am Westentor.
Weitere Hauptveranstaltungsorte waren:
- die Westfalenhallen als Messe-, Kongresszentrum u. a. Markt der Möglichkeiten, Podiumsdiskussion usw.
- das Konzerthaus Dortmund als Zentrum der Diskussionsvielfalt
- das Theater und Opernhaus
- das Depot als Kulturzentrum
- die DASA als Zentrum des interreligiösen Dialogs von Juden, Muslime und Christen
- das Dortmunder U als Zentrum Hochschule
- der Fredenbaum-Park als Zentrum der Jugend
- das Dietrich-Keuning-Haus als Zentrum Kinder
- die Phoenixhalle
- das Fritz-Henßler-Haus

Weitere Veranstaltungsorte in Kirchen waren:
- die Reinoldikirche als Wunderkirche Westfalen
- die Marienkirche als Veranstaltungszentrum
- die Petrikirche als geistliches Zentrum
- die Propsteikirche als Ökumenisches Zentrum
- die Heilig-Kreuz-Kirche
- die Franziskanerkirche (dort ruhen die Gebeine des Franziskaners Jordan Mai)
- die Nicolaikirche
- die Pauluskirche
- die Bonifatiuskirche
- die Kirche St. Maria Magdalena

### Eröffnungsgottesdienst und Abend der Begegnung
Der 37. Kirchentag begann am Mittwoch, 19. Juni 2019, um 18 Uhr mit drei großen Eröffnungsgottesdiensten auf dem Friedensplatz, dem Hansaplatz und am Dortmunder Ostwall im Dortmunder Stadtzentrum. Anschließend fand ein buntes Straßenfest, der „Abend der Begegnung“, statt. Gemeinden aus den verschiedenen Regionen der gastgebenden Landeskirche (Evangelische Kirche von Westfalen) begrüßten die Gäste in Dortmund und stellten sich mit kulinarischen Angeboten und einem vielfältigen Bühnenprogramm vor. Dazu gab es eine Sammelaktion unter dem Motto „das perlt“: Perlen aus für die Region typischen Materialien.

### Veranstaltungen

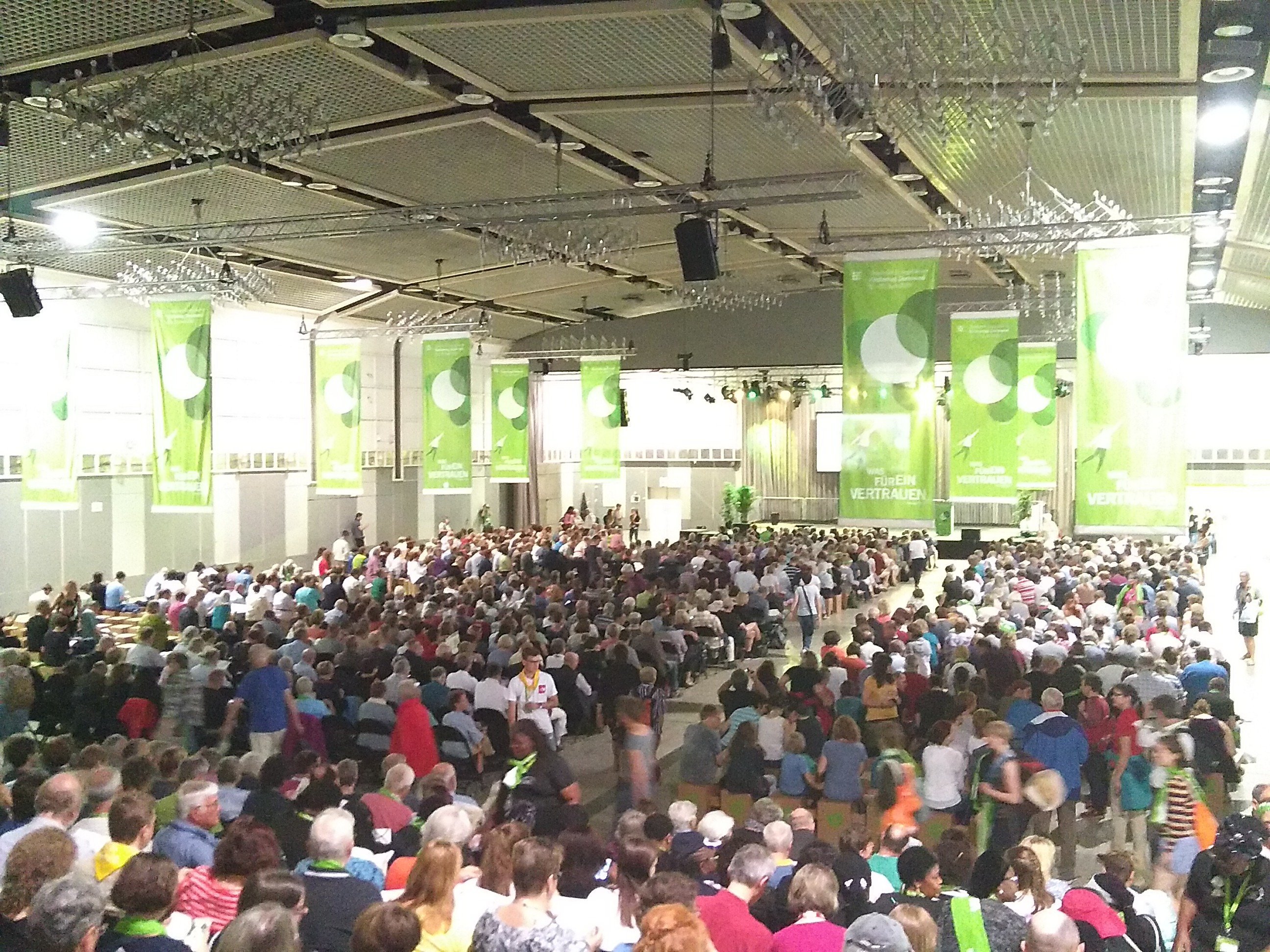
Bibelarbeit auf dem Dortmunder Kirchentag

Das Programm des 37. Kirchentages hatte die Schwerpunkte Migration, Integration, Anerkennung und Zusammenhalt in Deutschland und Europa mit etwa 2400 Veranstaltungen, an denen rund 121.000 Menschen (80.000 Dauerteilnehmer und 41.000 Tagesgäste) teilnahmen. Damit blieb die Teilnehmerzahl hinter den Erwartungen zurück, denn man hatte mit 100.000 Dauerteilnehmern gerechnet.
Dazu wurden Podiumsreihen zum Thema Friedenspolitik und internationaler Ordnung und zu nachhaltigen Entwicklungszielen der Vereinten Nationen gestaltet.
Während der drei liturgischen Tage war das Programm zu den Themen „Großstadt“, „Beten“, „Flucht und Heimat“ geplant. Zu den verschiedenen Podiumsdiskussionen, Foren, Konzerten und Aktionen kamen Prominente aus Politik, Film, Funk und Fernsehen. Vor rund 10.000 Kirchentagsbesuchern diskutierte Bundeskanzlerin Angela Merkel mit Ellen Johnson-Sirleaf, der ehemaligen Präsidentin von Liberia zum Thema „Vertrauen als Grundlage internationaler Politik?“ Die Ministerpräsidenten Winfried Kretschmann und Markus Söder waren Teilnehmer einer Diskussionsrunde zum Thema: „Was ist noch konservativ? Was ist schon rechtspopulistisch?“ Bundespräsident a. D. Christian Wulff nahm an einem Podium mit dem Titel: „Nicht nur der Islam gehört zu Deutschland“ teil. „Wie übernimmt Deutschland Verantwortung in der Welt?“ war eine Diskussionsrunde betitelt, an der unter anderem Außenminister Heiko Maas und Friedensnobelpreisträger Denis Mukwege teilnahmen.
Die Bewegung Fridays for Future war auf dem Kirchentag mit Luisa Neubauer und Merle Bösing auf Podien zum Thema Umwelt vertreten. Die Bundesumweltministerin Svenja Schulze und die nordrhein-westfälische Umweltministerin Ursula Heinen-Esser äußerten sich selbstkritisch zu der Kritik der Aktivistinnen.
Weitere prominente Gäste waren Bundespräsident Frank-Walter Steinmeier sowie der Ministerpräsident von Nordrhein-Westfalen Armin Laschet, außerdem die Politiker Claudia Roth, Katrin Göring-Eckardt, Horst Köhler und Joachim Gauck, außerdem Dunja Hayali, Eckart von Hirschhausen, Ranga Yogeshwar, Mouhanad Khorchide, Annette Kurschus und Verena Bentele.
Das Thema „Sexueller Missbrauch in der Evangelischen Kirche in Deutschland“ war zunächst nur als Teilaspekt des Hauptpodiums „Vertrauen und Vertrauensmissbrauch“ vorgesehen, Opfer waren nicht eingeladen. Nach Kritik entschied sich die Kirchentagsleitung zu einer Änderung. Im überfüllten Opernhaus saßen am Samstagvormittag zwei Opfer kirchlichen Missbrauchs mit auf dem Podium und konfrontierten die Vertreter der Kirchenleitung mit der unzureichenden Aufarbeitung. Nikolaus Schneider, der frühere EKD-Ratsvorsitzende, räumte ein: „Wir haben uns schon bemüht, aber in mancher Hinsicht war es auch armselig.“
Neben den schon von früheren Kirchentagen bekannten Zentren „Bibel und Gottesdienst“, „Kinder“, „Jugendliche“ und „ältere Menschen“ wurden die Zentren „Sport“, „Migration und Integration“, „Juden und Christen“, „Muslime und Christen“, „Hochschule“, „Barrierefrei“, „Wandel“ und „Geschlechterwelten“ vorbereitet. Zusätzlich gab es in den Westfalenhallen ein Internationales Zentrum – IZ, dieses Zentrum bot Serviceangebote für Teilnehmende aus dem Ausland: ein Café, Flüsterdolmetscher, mehrsprachige Ansprechpartner sowie Informationen und Gespräche rund um den Kirchentag.
Im Rahmen des Kirchentages fanden mehrere Konzerte statt; unter den Mitwirkenden waren Adel Tawil, Anna Loos, Bodo Wartke und Yvonne Catterfeld.
Am Samstag wurden am Rande des Kirchentages politische Signale gesetzt:
- Die Aktionsgemeinschaft Dienst für den Frieden und die Deutsche Friedensgesellschaft hatten zu einer 3 Kilometer langen Menschenkette zwischen Stadtgarten und Westfalenhalle aufgerufen, um ein Zeichen für Frieden, Abrüstung und gewaltfreie Konfliktlösung zu setzen. Etwa 2.500 Menschen beteiligten sich daran.
- Abends läuteten die Totenglocken der Reinoldikirche für die im Mittelmeer gestorbenen Flüchtlinge. Etwa 200 Menschen beteiligten sich an einem von der Aktion Seebrücke initiierten Schweigemarsch, wobei sie Transparente mit den Namen von Ertrunkenen trugen. Konkret ging es um 42 Menschen, die das Schiff Sea-Watch 3 aus Seenot gerettet hatte, wobei die italienische Regierung das Anlaufen eines Hafens verweigert. Die Banner mit den Namen der Toten wurden am Turm der Reinoldikirche aufgehängt.

### Veranstaltungszentren
Es gab drei parallele Eröffnungsgottesdienste am Wallring nahe dem Ostentor, auf dem Hansa- und dem Friedensplatz. Für die Gottesdienst mit bis zu 50.000 Besuchern wurde ein Teil des historischen Wallrings am Brüderweg/Ostwall/Schwanenwall zwischen dem 16. und dem 20. Juni zeitweise gesperrt.
Im Anschluss an die Eröffnungsgottesdienste wurde im Stadtzentrum zwischen Kampstraße, Friedensplatz und Hansastraße und Ostwall den „Abend der Begegnung“ als Willkommensfest der Stadt Dortmund und der Evangelischen Kirche von Westfalen veranstaltet. Traditionell gilt der Abend der Begegnung mit durchschnittlich 200.000 Besuchern als einer der Höhepunkte des Kirchentages.
Der Abschlussgottesdienst wurde an zwei Orten gefeiert. Für die rund 100.000 erwarteten Gottesdienstbesucher wurde neben dem Signal Iduna Park die Seebühne im Westfalenpark der Ort für den Abschluss des Kirchentage. Tatsächlich kamen aber nur etwa 32.000 Kirchentagsbesucher ins Stadion und rund 5.000 zur Seebühne.

## Finanzierung

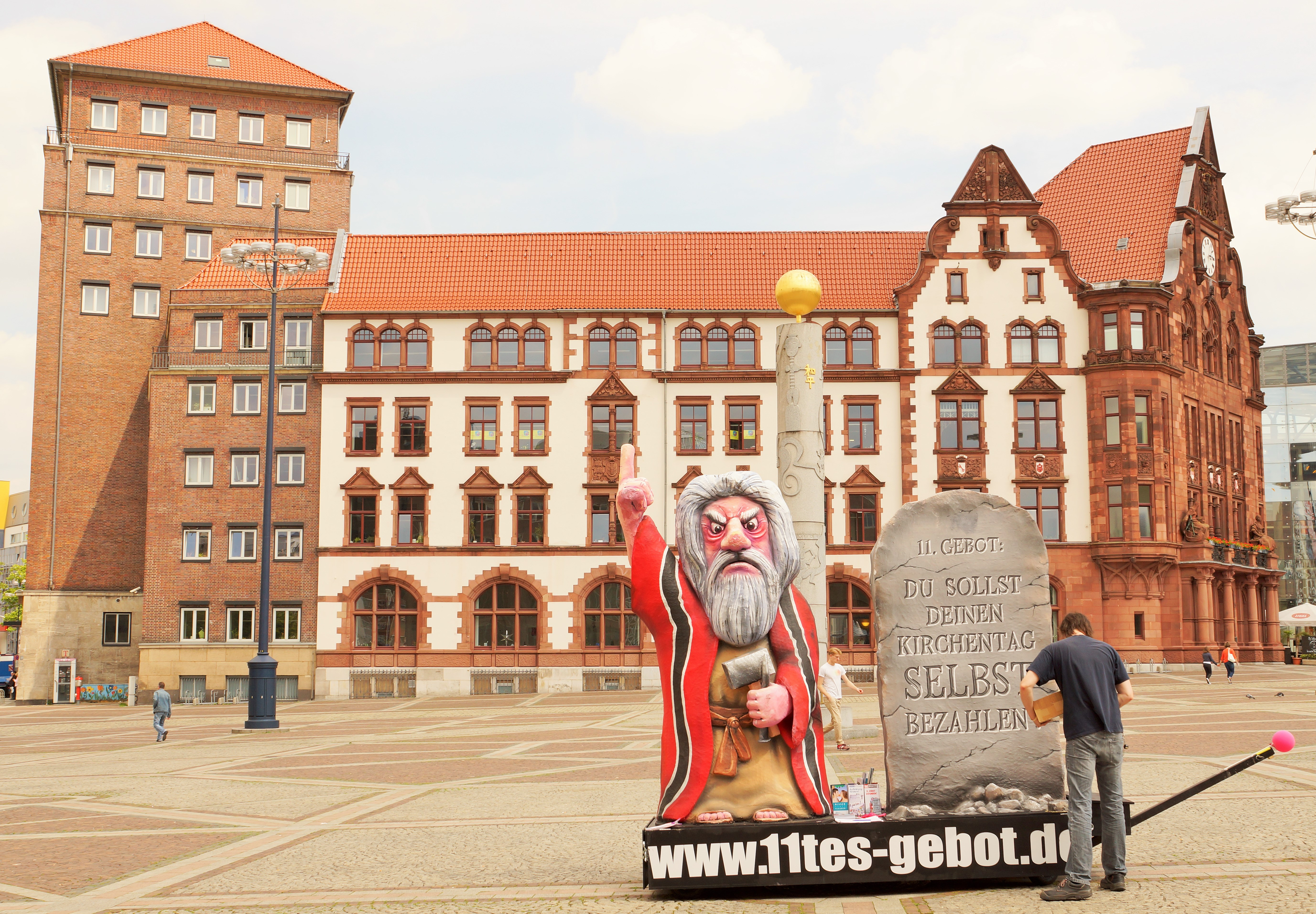
Kunstaktion Das 11. Gebot protestiert im Juni 2015 vor dem Dortmunder Rathaus gegen den Zuschuss aus öffentlichen Geldern für den Kirchentag 2019.

Die Kosten des Kirchentages in Dortmund betrugen 19,9 Millionen Euro. Hiervon trug die Kirche 5,5 Millionen Euro und die öffentliche Hand 7,7 Millionen Euro. Die Bezuschussung aus öffentlichen Gelder teilte sich wie folgt auf: Die Stadt Dortmund gab einen Zuschuss von 2,7 Millionen Euro, das Land Nordrhein-Westfalen 4,5 Millionen Euro und der Bund 500.000 Euro. Aus Sponsoring und Ticketverkäufen wurden 6,1 Millionen Euro erzielt. Nach Auskunft der Dortmunder Wirtschaftsförderung ergaben sich 15 Millionen Euro an regionalökonomischen Effekten.
Gegen die Finanzierung des Kirchentags aus öffentlichen Geldern führten die Kunstaktion Das 11. Gebot („Du sollst Deinen Kirchentag selbst bezahlen!“) und die Gruppe Religionsfrei im Revier mehrere Protestaktionen durch. Die Abstimmung über den städtischen Zuschuss wurde 2015 zunächst verschoben, weil es noch „Beratungsbedarf bei SPD und Grünen“ gegeben habe. Schließlich stimmten von 95 Ratsmitgliedern Dortmunds die 13 Vertreter der Parteien Die Linke, Piraten, NPD, AfD und Die Rechte gegen die Bezuschussung. Verwiesen wurde auf Schulden der Stadt in Höhe von 3,5 Milliarden Euro und dass eine Bezuschussung gegen die – hier für einschlägig gehaltene – verfassungsrechtliche Forderung der weltanschaulichen Neutralität des Staates verstoße.